# 维萨瓦·泰亚农
维萨瓦·泰亚农（羅馬化：Visava Thaiyanont，1990年6月7日—出生），以其綽號Tomo而聞名。他是日本裔的泰國演員，曾是RS Limited公司泰國流行樂隊K-Otic的成員。